# Velimir Chlebnikov

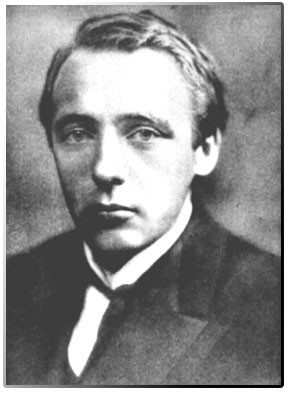
Velimir Chlebnikov

Velimir Chlebnikov (Russisch: Велими́р Хле́бников), pseudoniem van Viktor Vladimirovitsj Chlebnikov (Russisch:  Виктор Владимирович Хлебников) (Malyje Derbety (gouvernement Astrachan, huidig Kalmukkië), 9 november 1885 (28 oktober 1885 volgens de juliaanse kalender) – Santalavo (Rajon Krestzy, oblast Novgorod), 28 juni 1922) was een Russische dichter en theoreticus. 

## Leven
Chlebnikov groeide op in het rurale Astrachan, als zoon van een leraar en gedreven ornitholoog bij wie Darwin en Tolstoi hoog in het vaandel stonden, en een erg kunstzinnige moeder van Oekraïense afkomst. Reeds vroeg had hij een uitgesproken interesse voor wiskunde maar de studie daarvan in Kazan brak hij toch voortijdig af om in Petersburg achtereenvolgens en met weinig overtuiging biologie, Sanskriet en Slavistiek te gaan studeren. In Petersburg raakte hij al vlug betrokken bij de activiteiten van de artistieke elite van zijn tijd, eerst bij de groep symbolisten, maar toen hij daar niet de nodige erkenning kreeg, voluit bij de erg strijdbare groep van futuristen. Daar was hij mede-auteur en ondertekenaar (samen met onder andere Igor Severjanin) van het op schandaal beluste manifest "Een kaakslag in het gezicht van de Publieke Smaak" (1912)  waar men geen plaats meer vond voor Dostojevski of Poesjkin op het "Schip van de Moderne Tijden".
Op de publieke avonden van deze groep viel Velimir (het pseudoniem betekent iets als 'Heerser van de Wereld' en haakt in op het Panslavische, antiwesterse gedachtegoed dat erg in trek was toen) niet erg op naast ras-performers als Vladimir Majakovski: Chlebnikov was erg schuchter en meestal diep in gedachten verzonken. Maar hij maakte wel grotendeels de orde van de dag uit in de groep tijdens de van revolutie zwangere jaren 1912-1916. Een van de projecten van de groep, een idee van Chlebnikov, was de oprichting in 1916 van een soort regering van de wereld, een Internationaal Genootschap van 317 Wijzen, waarvan Chlebnikov zelf tot President werd verkozen.
In datzelfde jaar werd het ook menens voor Chlebnikov: hij werd opgeroepen voor de dienstplicht en de vroeger erg strijdlustige oproeper tot oorlog tegen de Teutoonse monsters veranderde razendsnel in een hevige antimilitarist. Vanuit de erbarmelijke omstandigheden waar hij aan den lijve de gruwelen van de oorlog kon ondervinden, richtte hij vele smeekbeden naar zijn vrienden om hem uit zijn benarde toestand te redden.
De revolutie van 1917 kwam voor Chlebnikov geen moment te vroeg. Hij verliet het leger en van dan af tot aan zijn dood in 1922 leefde hij een echt zwerversbestaan door het grote Russische rijk. Zijn manuscripten vertrouwde hij toe aan zijn oude vrienden, maar het legendarische gebrek aan zorgzaamheid ervoor (het verhaal wordt overal verteld hoe Chlebnikov zijn manuscripten in zijn kussensloop bewaarde en die dan argeloos ergens kwijtraakte) berust wellicht op een misverstand. Door zijn onbestemde levensstijl was wat hij deed wellicht de zekerste manier om iets te bewaren en tegen het eind van zijn leven waren er dan ook talrijke incidenten waar hij zijn vrienden van onzorgvuldigheid en zelfs plagiaat betichtte.
In 1920 trok Chlebnikov met het Rode Leger mee naar Perzië, een expeditie die hem in staat stelde in nauw contact met de bevolking daar geruime tijd al schrijvende door te brengen. De cultuur daar was voor hem een openbaring en mede door zijn haveloze uiterlijk ging hij er zelf door voor een derwisj. Het waren wellicht de rijkste maanden uit zijn leven, maar ook de meest uitputtende. Als hij naar Moskou terugkeert, is zijn gezondheid erg labiel en het voorstel van de schilder Mitoeritsj om hem bij hem in Novgorod onder te brengen komt te laat. In 1922, amper 36 jaar oud sterft Chlebnikov van ondervoeding en algehele uitputting. Op zijn kist prijkten de woorden "Eerste President van de Wereldbol".

## Werk
Samen met zijn collega-futuristen gaat Chlebnikov erg ver in het experimenteren met klankpoëzie (Russisch: 'zvoekopis').
De gedichten geschreven volgens de futuristische principes dient men als trans-rationeel te beschouwen (Russisch 'za-oem'). 
In het werk van Chlebnikov echter gebeurt dit duidelijk vanuit een innerlijke noodzaak: daar waar woordkunstenaars als zijn vriend Aleksej Kroetsjonych op provocerende wijze elke band met de betekenis doorknippen en louter klanken schrijven, ontwikkelt de mathematisch geobsedeerde Chlebnikov een geheel eigen systeem waarin diverse talen (de vogeltaal, de godentaal, de sterrentaal) evenzoveel semantische ontwikkelingen worden die de dichter bijstaan in het kanaliseren van zijn niet te stuiten creatieve energie. Die energie diende vooral benut te worden als middel tot taalcreatie. Heel het werk van Chlebnikov wordt gekenmerkt door de talloze neologismen, die het voor velen ook onverteerbaar maken. Maar Chlebnikov zoekt niet het obscure of het hermetische: de creatie van het eigen idioom wil bevrijdend werken, op een populistische manier het volk verheffen, bevrijden van de starre ketenen van de burgerlijke taal.
Zo kon Chlebnikov aanvankelijk met overtuiging ingeschakeld worden in de revolutionaire propaganda. Veel later, toen de bureaucratie het haalde en de stalinistische repressie het land usurpeerde, kon het werk van Chlebnikov minder genade vinden in de ogen van het Politbureau.

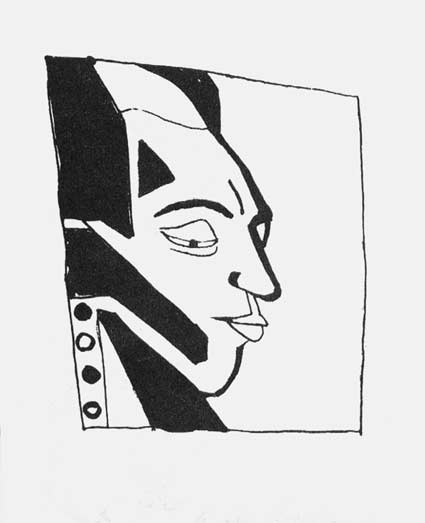
Portret van Chlebnikov door Vladimir Boerljoek in 1913

Naast diverse kortere prozawerken, meestal van fantastische aard en terugvallend op de rijke Russische traditie van plattelandslegendes maar met een flitsend beeldrijke stijl, schreef Chlebnikov ook korte toneelstukjes, die nu lezen als libretto's voor te ensceneren Gesamtkunstwerken. Zijn hoofdwerk is evenwel zijn lyriek: hij verrijkt er de Russische taal met talrijke modernistische technieken. Door de erg lamentabele publicatiegeschiedenis, verergerd door een  stalinistische banvloek van het werk van Chlebnikov, is er hier nog veel kritisch filologenwerk te verrichten.
In hoofdwerken zoals 'Otter's Kinderen' (1911-1913), 'Oorlog in een muizenval' (1919), 'Azia Bevrijd' (1920) en het veelgeroemde "Zangezi" (1920-22) schept Chlebnikov ook het nieuwe genre van de "supersagen" (Russisch: 'zapovest'): losstaande tekstobjecten (gedichten, liederen, maar ook toneelscènes of ekphratische beschrijvingen) vormen de intertekstuele maar autonome bouwstenen van de verhalen. Het is niet geheel onzinnig om hierin een voorloper van hedendaagse hypertekst-technieken in te willen lezen.
Een hoofdbekommernis van het werk van Chlebnikov hangt samen met zijn mathematische obsessies: een beslissend moment in zijn leven was de  nederlaag van de Russische Baltische vloot tegen de Japanners in 1905, de Slag bij Tsushima. Chlebnikov gaat op zoek naar de oorzaken van het verlies van al die levens en zoekt het in achterliggende mathematische wetten van de tijd. Zijn formules duiken ook regelmatig op in zijn literaire werk en in grote periodes van zijn leven doet hij niets anders dan op obsessieve manier de data van grote veldslagen in de geschiedenis met elkaar in verband brengen. De meningen over de waarde van zijn numerieke theorieën over de Schoepen en de Spiralen van de Tijd, waarin de dichter als systematicus maar ook als profeet en ziener kan leiding geven, zijn verdeeld.
Maar het zal duidelijk zijn dat Chlebnikov in het midden van de waanzin en de gruwel van oorlog en revolutie erin slaagde een geheel eigen wereld op te bouwen, waarin het zicht op een glorierijke toekomst behouden bleef, maar waar vooral oog was voor de kracht en de schoonheid van het leven zelf, een wereld waarvan nog steeds een grote zeggingskracht uitgaat, die menig President in functie hem moge benijden.

## Gedichten
Uit een reiszak

Vielen dingen op de grond,

En ik denk 

dat de wereld

Slechts een grijnslach is

Die huivert

Om de mond

Van een gehangene.
(Vertaling: Willem Weststeijn)
BEZWERING DOOR LACHEN

O, barst uit in lachen, lachers!

O, begin te lachen, lachers!

Wat lachen zij met gelach, wat lachen zij lacherig,

O, lach toch belachend!

O, lachbuien van lachwekkers, lach van lachende lacheraars!
 
O, lach lachend uit, lach van verlachende lacheraars!

Lachelijk, lachelijk,

Lach, belach, lachschieters, lachschieters,

Lacherikken, lacherikken.

O, barst uit in lachen, lachers;

O, begin te lachen, lachers!
(Vertaling: Willem Weststeijn)

## Betekenis van Chlebnikov in de Russische Avant-Garde
Als tijdgenoot van Vladimir Majakovski en  eveneens medestander in de polemische groep van het Russische Futurisme is zijn werk lange tijd in de schaduw gebleven van die befaamde exponent. Toch werd hij door zijn kompanen, inclusief Majakovski zelf  beschouwd als het te volgen voorbeeld en de grote inspiratiebron, zowel voor schrijvers als voor de plastische kunstenaars. Zo was hij erg bevriend met Kazimir Malevitsj (1878-1935) wiens werk op aantoonbare wijze door de ideeën van Chlebnikov werd beïnvloed. Dat was ook het geval met andere grootheden van de 'Toekomstigen' zoals zij zich op aangeven van Chlebnikov ter onderscheid met de Italiaanse Futuristen noemden: Pavel Filonov, Pjotr Mitoeritsj en Vladimir Tatlin.
Veel literatoren zijn het er ondertussen over eens dat Chlebnikov naast Stéphane Mallarmé, James Joyce, Ezra Pound,  Thomas Stearns Eliot en Gertrude Stein  behoort te staan als belangrijk vernieuwer van het Modernisme en zijn blijvende invloed op de Russische literatuur is moeilijk te overschatten.